# ちょっとつよいクラシック (楽譜)
｢ちょっとつよいクラシック」2020年2月に発売した、まらしぃの｢ちょっとつよいクラシック」をほぼ忠実に採譜したピアノソロの楽譜。発売元は株式会社ヤマハミュージックエンターテインメントホールディングス。

## 収録曲
- ちょっとつよいエリーゼのために
- ちょっとつよいトルコ行進曲
- ちょっとおしゃれなノクターンOp.9-2
- ちょっとおしゃれなスケーターズ･ワルツ
- ちょっとつよいチャルダッシュ
- ちょっとつよい天国と地獄
- ちょっとつよいクシコス･ポスト
- ちょっとつよい幻想即興曲
- ちょっとつよい運命
- ちょっとつよいカノン
- 人形の夢と目覚め（お風呂が沸いたときの音）
- カノン　まらおバンドver.

＊CD収録の「運命 まらおバンドver.」のみ未収録

## 内容
有名なクラシック 11曲をまらしぃがアレンジしたものを採譜した楽譜を掲載している。すべての曲にまらしぃ本人による奏法解説が載っている。まらしぃによるオフィシャルのスコアはこれが7冊目で、「ちょっとつよいクラシック」のCDは14枚目のアルバム（コラボを除く）。